# Papyrus (televisieserie)
Papyrus (Engels: The adventures of Papyrus) is een Frans-Canadese 52-delige televisieserie uitgegeven in 1998. Oorspronkelijk is deze serie uitgegeven in Frankrijk, Canada en België. Doordat Papyrus in België ook in het Nederlands werd uitgegeven, kon men in Nederland deze serie ook volgen. De televisieserie is gebaseerd op de gelijknamige stripreeks.
Papyrus speelt zich af in de tijd van het oude Egypte. Papyrus is een zoon van een visser en de hoofdpersoon van deze serie. Papyrus is de vriend van Lief-Er-Theti, de dochter van de farao. Op een gegeven moment krijgt Papyrus de opdracht van de goden om de vermiste Lief-Er-Theti te vinden en te beschermen. Hierbij krijgt hij de beschikking over het zwaard van Horus.
De verhalen draaien altijd om moraliteit. Het gevecht tussen goed en kwaad bezit de belangrijkste rol. Aan de goede kant staat Papyrus zelf, gesteund door de Goden als Horus en Sekhmet. Aan de kwade kant staan dienaar Aker en Seth, god van de chaos, onvruchtbaarheid en woestijn.

## Afleveringen (Seizoen 1 en 2)
1. De verdwenen mummie
2. De woede van de maangod   
3. De heer der krokodillen
4. De wraak van Ramses
5. De gigant zonder gezicht
6. De vervloekte farao
7. De zwarte zon van Seth
8. De gedaanteverwisseling van Imotep   
9. Het labyrint
10. De triomf van Bastet
11. De stad der schriftgeleerden
12. De demoon van de rode bergen
13. De gouden veer van de grote valk
14. De opstanding van de rode sfinx
15. De blanke Egyptenaar
16. De harp van Athor
17. De vergeten sarcofaag
18. Het levenshuis
19.De tocht van Amon
20. Het faraokind
21. De tranen van de reuzen
22. Het hierogliefenkind
23. De heer van de drie deuren
24. De zwarte piramide
25. De spiegel van Nebou
26. De tweede bloei van de heilige stroom  
Seizoen 2
27. De heiligschennis van Papyrus
28. Mika de tovenares
29. ? 
30. De rechtvaardige toerist
31. Het ontwaken van Osiris
32. De witte baviaan
33. Het gestolen land
34. De vier kisten van Toetanchamon
35. De goddelijke pottenbakker
36. De terugkeer van Senkhet
37. De talisman van de piramide
38. Yam
39. De tijd van tweedracht
40. De zeven knopen van Horus
41. De opgave van Papyrus
42. De Rode Nijl
43. De heilige kroon van Oeadjet
44. Neferourê
45. ? 
46. Prinses Tiya
47. De prinses van sterren
48. Het heilige kind van Elba
49. De boom van Ished
50. De zuil van Yeth
51. Het proces van Papyrus
52. De nachtmerrie